# باليتوكسين
الباليتوكسين أو PTX أو PLTX هو مضيق شديد للأوعية، ويعتبر أحد أكثر المواد غير البروتينية المعروفة سمية، ويأتي في المرتبة الثانية بعد المايتوتوكسين من حيث السمية في الفئران.